# Karl Durspekt
Karl Franz Durspekt (* 23. November 1913 in Wien; † 14. Februar 1978) war ein österreichischer Fußballspieler.

## Spielerkarriere
Als Sohn eines Lokomotivführers arbeitete Karl Durspekt zunächst als Schriftsetzer, wurde dann professioneller Fußballspieler. 1940 heiratete er in Wien Anna Svatos.
Aus der Jugend des SC Nord-Wien 1912, dessen Kampfmannschaft um die VAFÖ-Meisterschaft spielte, kam er ab Anfang 1932 bei SK Admira Wien zunächst in der Reserve zum Einsatz. Der hochgewachsene Mittelstürmer wurde als nicht unbedingt besonders schnell angesehen, aber sein Spielverständnis, Kopfballspiel und vor allem sein entschlossener Schuss ließen den jungen Durspekt schon bald zu Starts in der Kampfmannschaft neben Spielern wie Adolf Vogl und Schall kommen. Beim Cup-Gewinn der Admira 1932 kam er im Sechzehntelfinale zu einem Einsatz und erzielte auch ein Tor. Beim Meisterschaftsgewinn 1931/32 kam der noch 18-Jährige noch nicht zum Spiel. Bei der Meisterschaft 1934 war er aber regelmäßig am Ball, kam aber nicht im ebenso gewonnenen Pokalwettbewerb zum Einsatz. Mit Admira nahm er außerdem 1934 am Mitropa-Cup teil, in dem er in zehn Spielen vier Tore erzielte. Durspekt erreichte mit Admira das Finale, musste sich dort aber dem FC Bologna nach einem 3:2-Sieg im ersten Spiel mit 1:5 geschlagen geben.
Durspekt bestritt im April und Mai 1935 zwei Länderspiele für Österreich. Im Europapokal der Nationalmannschaften gab es in Prag ein 0:0 gegen die Tschechoslowakei, und bei der 3:6-Niederlage in einem Freundschaftsspiel gegen Ungarn in Budapest erzielte er ein Tor.
Ab der Saison 1935/36 stand er beim FC Rouen unter Vertrag, bei dem er zu dem in Frankreich legendären „Bombensturm“ (frz.: attaque mitrailleuse) um Jean Nicolas, Roger Rio und Marceau Lhermine gehörte, der in 34 Zweitligaspielen 119 Treffer schoss – ein Dutzend davon, bei 20 Einsätzen erzielt, gingen auf Durspekts Konto – und in die Division 1 aufstieg. Auch auf dem höheren Niveau behaupteten sich die „Roten Teufel“ und schlossen die folgenden beiden Jahre jeweils auf dem vierten Tabellrang ab. 1938 verließ er den Verein.
Nach seiner Rückkehr nach Wien, das seit März 1938 durch den Anschluss Österreichs an das Deutsche Reich seine Selbständigkeit verloren hatte, spielte er in der Saison 1938/39 wieder bei der Admira, mit der er die zur Gaumeisterschaft degradierte österreichische Meisterschaft gewann. In der Endrunde um die deutsche Meisterschaft gelang der Admira der Einzug in das Finale, in dem die Wiener aber im Berliner Olympiastadion 0:9 gegen FC Schalke 04 verloren.
Bis ins Jahr 1942 hinein spielte er dann beim Floridsdorfer AC. Im weiteren Verlauf des Zweiten Weltkriegs spielte er schließlich bei der Luftwaffenmannschaft LSV Markersdorf an der Pielach. Der Militärflugplatz Markersdorf diente damals als „Auffanglager“ für eingerückte Fußballspieler, die von ihren Stammvereinen dorthin versetzt wurden, darunter so bekannte österreichische und deutsche Fußballprofis wie Karl Sesta und Max Merkel. Dem LSV Markersdorf gelang es in diesen Jahren Meister der 1. Klasse Niederdonau zu werden und in die Gaulliga Donau-Alpenland aufzusteigen, der damals höchsten ostmärkischen Spielstufe.
Nach dem Krieg spielte Durspekt von 1945 bis 1948 für drei weitere Saisons beim Floridsdorfer AC, wobei er unter anderem mit dem jungen Ernst Ocwirk zusammenspielte, der in der Mitte der 1930er Jahre Durspekt zu seinem Idol erkoren hatte. Danach spielte er noch bei seinem Jugendverein, dem unterklassigen SC Nord-Wien 1912.

## Trainerkarriere
Seine anschließende Trainerlaufbahn führte ihn nach Ägypten, Griechenland, Schweden, Norwegen und der Schweiz.
Nachdem Durspekt zuletzt beim FAC bereits Traineraufgaben übernommen hatte, begann er seine hauptberufliche Tätigkeit als Trainer Ende 1948 bei Hellenic Alexandria. Danach brachte er den SC Nord-Wien 1912 in die Wiener Liga, ehe er 1950 beim niederösterreichischen SV Wimpassing tätig war. In Schweden wird Calle, wie er dort genannt wurde, noch im selben Jahr erster Vollzeittrainer bei Lunds BK. Dort blieb er bis 1952. In der Schweiz wurde er 1953/54 Zehnter in der zweiten Liga mit dem FC Locarno. 1956/57 war er beim schwedischen Zweitligisten Åtvidabergs FF. Vom 12. November 1960 bis 29. Jänner 1961 folgte er Georg Bayerer als Trainer beim Oberliga-Süd-Aufsteiger SSV Jahn Regensburg nach, der zuvor sieben Niederlagen in Serie erlitten hatte. Durspekt begann mit zwei Unentschieden, musste aber dann auch sieben Niederlagen hintereinander einstecken. Georg Mayer, der vor seiner Ankunft bereits für zwei Spiele als Interimstrainer auf der Bank gesessen hatte, folgte auch Durspekt nach und blieb diesmal bis zum Ende der Saison, die Jahn als abgeschlagener Tabellenletzter beendete.
Von 1961 bis 1963 betreut Durspekt den griechischen Erstligisten PAOK in Thessaloniki, mit dem er erst Sechster, in der Folgesaison dann Vierter wurde. Nach Rudolf Gassner, der dort 1931/32 gewirkt hatte, Wilhelm "Willi" Sefzik von 1951 bis 1952, Niko Polti 1956/57 und Walter Pfeiffer 1957 war er der fünfte österreichische Trainer bei den Griechen. In späteren Jahrzehnten sollten noch Walter Skocik und Rolf Fringer folgen.
1964/65 trainierte er erstmals in der österreichischen Staatsliga, in der er beim Grazer AK ab dem zehnten Spieltag Milan Zekovic ablöste und am Ende Zehnter wurde. 1970/71 löste er beim GAK ab der vierten Runde Vlado Simunic ab und führte den Verein auf den elften Rang. Dazwischen trainierte er 1966/67 den SV Rapid Lienz in der Kärntner Landesliga und im ersten Halbjahr 1970 den Erstligisten IK Start im norwegischen Kristiansand. 1975 gewann er die Südstaffel der schwedischen 4. Division mit dem Bodens BK.

## Statistische Karriereübersicht
Spieler
- 1932–1935: SK Admira Wien
- 1935–1938: FC Rouen
- 1938/39: SK Admira Wien, Meister 1934, Cupsieger 1932, und Kadermitglied der Meistermannschaft 1932 und beim Pokalsieg 1934
- 1939–1942: Floridsdorfer AC
- 1942–1945: LSV Markersdorf an der Pielach
- 1945–1948: Floridsdorfer AC
- 1935: Österreichische Fußballnationalmannschaft: 2 Spiele/1 Tor

Trainer
- 1948–1949: Hellenic Alexandria
- 1949–1950: SC Nord-Wien 1912
- 1950: SV Wimpassing
- 1950–1952: Lunds BK
- 1953–1954: FC Locarno
- 1956–1957: Åtvidabergs FF
- 1960–1961: SSV Jahn Regensburg
- 1961–1963: PAOK Thessaloniki
- 1964–1965: Grazer AK
- 1966–1967: SV Rapid Lienz
- 1970: IK Start (Kristiansand)
- 1970–1971: Grazer AK
- 1975: Bodens BK